# Liste von Programmen zur Punktwolkenverarbeitung
Übersicht von Programmen zur Verarbeitung von 3D-Punktwolken aus photogrammetrischen Erfassungen oder Erfassungen mit Laserscannern.

## Programme zum photogrammetrischen Erzeugen von Punktwolken
Die Programme erzeugen aus geeigneten Fotografien Punktwolken, um diese dann zu 3D-Modellen, z. B. zur Vermaschung, weiterverarbeiten zu können.
| Produktname       | Hersteller         | Photogrammetrie | Scannerdaten-Import                     | Importformate | Berechnungen                                      | Exportformate                          | Betriebssysteme       |
| ----------------- | ------------------ | --------------- | --------------------------------------- | --- | ------------------------------------------------- | -------------------------------------- | --------------------- |
| 123D Catch        | Autodesk           | ja              | nein                                    | Foto | Vermaschen                                        | Autodesk-Cloud                         | Android, Mac, Windows |
| Agisoft Metashape | Agisoft            | ja              | nein                                    | Foto | Vermaschen                                        | Punktdaten, DOM/DGM                    | Mac, Linux, Windows   |
| ELCOVISION 10     | PMS AG             | ja              | ja, (E57, PTS, LAS, LAZ, TXT, XYZ)      | Foto: Fast alle derzeit bekannten Bildformate, Zahlreiche Punktwolkenformate                                                      | Vermaschen, Volumen, Orthofotos                   | E57, PTS, PLY, LAS, LAZ, XYZ, GeoTiff, | Windows               |
| metigo 3D         | fokus GmbH Leipzig | ja (Stereo)     | ja (STL, Lupos3D, Zoller&Fröhlich Scan) | Foto (TIFF), Punktwolke (Vrml, STL, Lupos3D, Zoller&Fröhlich Scan)                                                                | Vermaschen, Profile, Orthoprojektionen, Kartieren | Punktdaten, DOM, CAD, Tiff             | Windows               |
| APS               | Menci Software     | ja              | nein                                    | Foto | Vermaschen                                        | Punktdaten, DOM/DGM, CAD-Formate       | Windows               |
| Pix4Dmapper       | Pix4D              | ja              | nein                                    | Foto | Vermaschen                                        | Punktdaten, DGM, CAD-Formate           | Windows               |
| ReCap 360 Pro     | Autodesk           | ja              | ja                                      | Foto (JPEG), Punktwolke (Cl3, CLR, E57, FLS, FWS, LSPROJ, LAS, PCG, PRJ, PTG, PTS, PTX, RCP, RCS, RDS, TXT, XYB, XYZ, ZFS, ZFPRJ) | Vermaschen                                        | RCP, RCS, E57, PTS, PCG                | Windows               |

## Programme zum Einlesen von Laserscanner-Daten als Punktwolken
Die Programme können Daten von Laserscannern oder Punktwolken einlesen, um diese für die 3D-Modellierung aufzubereiten.
| Produktname       | Hersteller           | Photogrammetrie                | Scannerdaten-Import                | Importformate | Berechnungen | Exportformate | Betriebssysteme          |
| ----------------- | -------------------- | ------------------------------ | ---------------------------------- | --- | --- | --- | ------------------------ |
| 3DWorx            | rmDATA               | nein                           | herstellerunabhängig               | PTS, E57, LAS, LAZ, XYZ DWG, DXF | Horizontieren und registrieren von Punktwolken, Berechnung eines globalen Ausgleiches, automatische und semiautomatische Extraktion von Vektordaten mit Genauigkeitsberechnung, Erstellen von Grundlagen für den 2D Grundrissplan, Modellieren von Fassadenansichten, Generierung eines echten 3D BIM-Modelles aus Punktwolken (IFC-Standard), Ableitung von einfachen 3D Geometrien (Kanten, Flächen, Eckpunkte) aus der Punktwolke u. a. zur Erstellung von Drahtgittermodellen, Ebenheitskontrolle, Punktwolkendifferenz, Geländemodelle mit Volumen- und Profilberechnung | CAD-Formate DWG, DXF mit RCS, GeoTiff Verknüpfungen, STL Orthofoto als GeoTIFF mit World file TFW gefilterte/bereinigte Punktdaten als PTS, LAS, LAZ, XYZ BIM-Format IFC | Windows                  |
| card 1            | IB&T Software GmbH   | nein                           | herstellerunabhängig               | LAS, LAZ, PTS | Berechnen von Geländemodellen, Geländelinien, Profilen/Querprofilen, Punktraster, Gleisdaten, Punkt- und Linienhöhen Georeferenzierung, Filtern und Transformation von Punktwolkenpunkten, Punktwolkenklassifikation | LAS, LAZ | Windows                  |
| CloudCompare      | CloudCompare         |                                |                                    | | | | Windows, macOS, Linux    |
| Faro Scene        | Faro Technologies    | nein                           | nur FARO                           | FARO-Scanner | Vermaschen | CPE, DXF, E57, IGES, POD, PTC, PTS, PTX, RCS, RCP, VRML, XYZ | Windows                  |
| Final Surface     | GFaI                 | nein                           | herstellerunabhängig               | verschiedene Scanner (u. a. E57, XYZ, LAZ, LAS, FLS, FWS, ZFS, PTG, PTS, PTX) | Punktfilterung, Referenzierung, Vermaschen/Triangulation, Abstandsanalyse (Soll-Ist-Vergleich), Krümmungsanalyse, Mesh Reducing / Refining / Healing / Resampling / Smoothing, Projektionen, Bemaßungen | Punktdaten, Dreiecksnetz-Oberflächen, 3D-PDF, XHTML | Windows                  |
| LAStools          | rapidlasso           | nein                           | herstellerunabhängig               | E57, LAS, LAZ, PTS, PTX, TXT | Filter, Transformation, Vermaschung, Klassifizierung, Georeferenzierung, Geländemodelle, Qualitätskontrolle, Oberflächenprofile, Datenkonvertierung, Publizierung, Komprimierung | LAS, LAZ, E57, PTS, PTX, GTiff, JPG, PNG, WKT, TXT | Windows, Linux           |
| Leica CYCLONE     | Leica Geosystems     | nein                           | Leica, Faro, Z+F, Riegl, Optech    | Leica-Scanner, LAS, E57, PTS, PTX, PTG, PTZ, XYZ | Vermaschen | Punktdaten, CAD-Formate | Windows                  |
| OPALS             | TU Wien              | nein                           | herstellerunabhängig               | XYZ, WNP, LAS, SHP, SDW, FWF, TRJ, SCOP, GDAL | Signalverarbeitung, Georeferenzierung, Qualitätskontrolle, Linienextraktion, Punktwolkenklassifikation, Geländemodelle | Rasterdaten (z. B. GTiff, AAIGrid, USGSDEM, SCOP) | Windows, Linux           |
| PANOpticum3D      | 3DIS                 | nein                           | herstellerunabhängig               | verschiedene Scanner, XYZ, E57, LAS, LAZ, PCD, PLY | Triangulation, Geländeverschnitt, Volumenberechnung, Oberflächenprofile, Verschnitt mit Vektor- und Rasterdaten, Straßenzustandsbewertung | XYZ, PCD, DXF, E57, LAS, SKP, PLY | Windows                  |
| PinPoint          | Scasa                | ja                             | herstellerunabhängig               | BLK360, RTC360, BLK2GO, FARO Focus, Matterport, XYZ, E57, uvm. | automatische Ebenen Erkennung, DXF-Grundrisse und Schnitte, OBJ-3D-Modelle, texturierte Modelle | DXF, OBJ | Windows, Mac auf Anfrage |
| Pointly           | Supper & Supper GmbH | ja                             | herstellerunabhängig               | LAS, LAZ | Auswahlwerkzeuge für manuelle Klassifikation, On-Demand-Dienste zur Objekterkennung. | LAS, LAZ | Webbrowser               |
| PointSense        | kubit / Faro         | nein                           | Faro u. a.                         | verschiedene Scanner, XYZ, E57 | Vermaschen | AutoCAD | AutoCAD-Plugin (Windows) |
| PointCab          | PointCab             | nein                           | herstellerunabhängig               | verschiedene Scanner, XYZ, E57 | Grundrisse, Profile, Vermaschen | Punktdaten, CAD-Formate | Windows                  |
| PolyWorks         | InnovMetric Software | ja                             | herstellerunabhängig               | 3D-Digital, 3D Scanners, Breuckmann, CNRC, Cognitens, Cyberware, Genex, GOM, HoloVision, HyMarc, Imetric, Kreon, Konica Minolta Nikon Metrology, Nub3D, Optech, Opton/EOIS, ShapeGrabber, Solutionix, Steinbichler, Voxelan, 3D-Scanners, Carl Zeiss, Kreon, Hexagon Leica, Metron, Perceptron, Wolf&Beck, 3rd Tech, FARO LS, iQVolution, Leica, Mensi, Optech, Riegl, Surphaser, Topcon, Z+F, ASCII, Laser Design, IGES, LAS, ACIS SAT, STEP | Polygonnetze, Punktwolken von Flächenscanners, Punktwolken von Linienscannern | Schnitte in ASCII, DXF, IGES und Inventor, Bezierkurven im ASCII- und IGES Format, NURBS-Flächen im IGES- und STEP-Format, 2D-Zeichnungen (Sketches) im IGES, STEP, CATIA, Siemens NX (UG), Creo, SolidWorks, Inventor und DXF. Messwerte in Tabellenform als DMIS oder Q-DAS Format. Optional: CATIA V4 + V5/V6, Inventor, Creo (Pro/E) SolidWorks, Siemens NX (UG), VDA-FS | Windows                  |
| ReCap 360         | Autodesk             | nein (nur mit der Pro Version) | herstellerunabhängig               | Cl3, CLR, E57, FLS, FWS, LSPROJ, LAS, PCG, PRJ, PTG, PTS, PTX, RCP, RCS, RDS, TXT, XYB, XYZ, ZFS, ZFPRJ | Vermaschen | RCP, RCS, E57, PTS, PCG | Windows                  |
| RiSCAN PRO        | Riegl                | nein                           | nur Riegl                          | XYZ, LAS, 3PF, VTP, POL, PLY, STL, OBJ, DXF, SDW | Scannersteuerung, Georeferenzierung, Triangulation, Geländeverschnitt, Volumenberechnung, Oberflächenprofile, 4D Animationen | ASC, 3PF, DXF, WRL, LAS, PTS, DM, RQX, POD | Windows                  |
| Scalypso          | IB Dr. König         | nein                           | herstellerunabhängig               | verschiedene Scanner, XYZ, E57 | Grundrisse, Profile, Vermaschen, geometrische Elemente | Punktdaten, AutoCAD, Allplan, HiCAD, Revit, Microstation | Windows                  |
| Trimble RealWorks | Trimble              | nein                           | alle                               | RWP. TZF, TZS, TSPX, JXL, JOB, NEU, ASC, XYZ, IQSCAN, FLS, CR5, CRD, TXT, SIM, DXF, DWG, IXF, LAS, LAZ, DP, E57, FBX, PTS, TDX, PTX, RSP, ZFS | Punktwolkenklassifizierung, Vermaschen (2D, 3D), Punktfilterung, Bruchkantenfilter, Referenzierung, Abstandsanalyse (Soll-Ist-Vergleich), Fußbodenebenheitsanalyse, AsBuild Kontrolle, Volumenberechnung, Schnittebenenberechnung, Animationen | Punktdaten, CAD-Formate | Windows                  |
| Z+F LaserControl  | Zoller+Fröhlich      | nein                           | Z+F und generelle Austauschformate | ZFS, ZFPRJ, LAS, E57, ZFC, DP, MPC, MVX, PTX, PTS, PLY | Registrierung, Punktfilterung, Orthofotos, Fly-Through, Schnitte, Schusskanalberechnung, verschiedene Messungen, Projektplanung | E57, LAS, ASC, DXF, PTS, PTX, ZFS, RCP, PTG, PLY, OSF, PCD, OBJ | Windows                  |